# Diachasmimorpha insignis
Diachasmimorpha insignis är en stekelart som först beskrevs av Granger 1949.  Diachasmimorpha insignis ingår i släktet Diachasmimorpha och familjen bracksteklar. Inga underarter finns listade i Catalogue of Life.